# Пожежонебезпечна зона
Пожежонебезпечна зона — простір у приміщенні або за його межами, у якому постійно або періодично знаходяться (зберігаються, використовуються або виділяються під час технологічного процесу) горючі речовини як при нормальному технологічному процесі, так і при його порушенні в такій кількості, яка вимагає спеціальних заходів у конструкції електрообладнання під час його монтажу та експлуатації.
Клас пожежонебезпечних зон характерних виробництв повинен відображатися в нормах технологічного проектування або в галузевих переліках виробництв за вибухопожежонебезпекою.
У приміщеннях з виробництвом (і складів) категорії В електрообладнання повинно відповідати вимогам даного розділу і зараховуватися до електрообладнання в пожежонебезпечних зонах відповідного класу.